# Unitel (Bolivia)
Unitel (abreviado de Universal de Televisión) o también Red Unitel es un canal de televisión abierta boliviano de programación generalista. Fue lanzado oficialmente el 1 de septiembre de 1987 como Canal 9 - Red TeleOriente. Es propiedad del Grupo Monasterios y es operada por la Empresa de Comunicaciones de Oriente Ltda. (Ecor Ltda.)
Ecor Ltda. también opera la señal TDT de Cadena A, las cadenas de radio Eres Radio y Radio Disney, así como la señal de cable, Canal Rural Bolivia (en conjunto con la señal brasileña, Canal Rural).  Unitel formalmente se convirtió en red nacional cuando absorbió a dos estaciones pertenecientes a Telesistema Boliviano.

## Historia
El canal tiene origen en la compra de ABC por parte de "Illimani de Comunicaciones" y su posterior venta a Tito Asbún, dueño de Taquiña. En Santa Cruz de la Sierra, Illimani de Comunicaciones terminó el contrato con la familia Monasterio, empezando a funcionar a través de Canal 5. Después de varias negociaciones, el grupo Monasterio se queda con las acciones de Telesistema Boliviano en La Paz y Oruro. 
En abril de 1996, Unitel comenzó a transmitir las Eliminatorias CONMEBOL Francia 98 donde transmitió los partidos de la Selección Boliviana de Fútbol de visitante contra las selecciones de Venezuela, Perú, Colombia, Ecuador y Argentina en directo para toda Bolivia, así como también el canal de la familia Monasterio transmitió los tres partidos de esas clasificatorias sudamericanas para Francia '98 también en directo para toda Bolivia. 
En septiembre de 1997 el canal fue oficialmente lanzado vía satélite y poco tiempo después obtiene cobertura nacional. En la actualidad, es considerada como una de las cadenas de televisión de propiedad privada más grandes de Bolivia.
Desde el 2 de abril de 2018, el canal lanzó su propia señal en alta definición dentro del sistema de televisión digital terrestre boliviano en fase de prueba, hasta el 15 de abril, cuando comenzó oficialmente transmisiones con el nombre de Unitel HD. En junio de 2018, el canal transmitió en vivo 32 partidos del Mundial Rusia 2018 en HD, convirtiéndose en la primera trasmisión del un mundial en HD en Bolivia.
En marzo de 2021, Unitel elimina todas las series que pasan la medianoche (siendo reemplazada por Pare de Sufrir).
En medio de la emisión de las elecciones subnacionales, Unitel firmo con Warner Media, emitiendo las series El show de los Looney Tunes, Tom y Jerry y la Liga de la Justicia

## Estaciones y redes
Unitel cuenta con conexión de fibra desde las oficinas centrales en Santa Cruz hasta las de La Paz. Desde La Paz, el canal genera su señal nacional vía satélite. Unitel posee seis estaciones de televisión y una estación de retransmisión o repetidora; el resto son afiliados. Las siguientes estaciones transmiten la programación de la red:  
| Ciudad                        | Canal | Canal digital | Propietario                                          | Notas                                            |
| ----------------------------- | ----- | ------------- | ---------------------------------------------------- | ------------------------------------------------ |
| La Paz                        | 2     | 2.1 (28 UHF)  | ECOR                                                 | Estación oficial de UNITEL, (ex-afiliado de TSB) |
| Santa Cruz de la Sierra       | 9     | 9.1 (31 UHF)  | ECOR                                                 | Estación oficial de UNITEL, (ex-afiliado de ATB) |
| Cochabamba                    | 13    | 13.1 (43 UHF) | ECOR                                                 | Estación oficial de UNITEL                       |
| Valle Alto                    | 8     | Ninguno       | Canal 8 PATC de Integración Televisiva               | Afiliado                                         |
| Valle Alto                    | 14    | Ninguno       | Vavizacli Comunicaciones                             | Afiliado (Valle Alto Televisión)                 |
| Trinidad, Beni                | 9     | Ninguno       | Compañía Beniana de Comunicaciones Dellien & Dellien | Afiliado                                         |
| San Borja                     | 5     | Ninguno       | Canal 5 Borjana de Televisión                        | Afiliado (Borjana de Televisión)                 |
| Sucre                         | 4     | Ninguno       | Canal 4 Mundo Visión S.R.L.                          | Afiliado                                         |
| Sucre                         | 36    | Ninguno       | Publicidad Global                                    | Afiliado                                         |
| Oruro                         | 2     | Ninguno       | ECOR                                                 | Estación oficial de UNITEL, (ex-afiliado de TSB) |
| Cobija, Pando                 | 11    | Ninguno       | ECOR                                                 | Estación oficial de UNITEL                       |
| Potosí                        | 13    | Ninguno       | Illimani de Comunicaciones, S.A.                     | Afiliado                                         |
| Tarija                        | 2     | Ninguno       | Canal 2 Chapaca de Televisión                        | Afiliado                                         |
| Tarija                        | 29    | Ninguno       | Global de Comunicaciones Tarija                      | Afiliado                                         |
| Puerto Suárez Puerto Quijarro | 9     | Ninguno       | ECOR                                                 | Estación oficial de UNITEL                       |
| Montero                       | 12    | Ninguno       | ECOR                                                 | Repetidora                                       |
| Montero                       | 51    | Ninguno       | ECOR                                                 | Repetidora UHF (No oficial)                      |
| Yacuiba                       | 4     | Ninguno       | Canal 4 N Visión                                     | Afiliado                                         |
| Yapacaní                      | 13    | Ninguno       | Ichilo Visión Canal 13 VHF (Radio Televisión Ichilo) | Afiliado (parcial)                               |

## Programación
El informativo de noticias principal de Unitel se llama Telepaís, con cobertura a nivel nacional y con emisión propia en los departamentos de Santa Cruz, Cochabamba y La Paz. El canal posee los derechos de transmisión de eventos deportivos como la Liga del Fútbol Profesional Boliviano y los Mundiales de fútbol desde 2002. Sin embargo, no transmite ningún partido de la liga en vivo, sino que revende los derechos de transmisión a empresas de cable en Bolivia. 
El canal también transmitía varios concursos de belleza, como Miss Santa Cruz, Miss Bolivia, Reina Hispanoamericana, Miss Universo y Miss Mundo desde 2001 hasta 2017.
Desde 2006, Unitel comenzó la transmisión 24 horas de programación diarias.
A mediados de 2013 se convirtió en la primera cadena de televisión boliviana en emitir, con producción propia, un formato internacional de la productora Endemol, Yo me llamo Bolivia.
Desde las elecciones generales de 2014, estrena en tiempos electorales su programa Asi Decidimos.
Desde agosto de 2014, el canal transmite el programa juvenil especializado en juegos de licencia del TVN, llamado Calle 7 Bolivia.
A finales de febrero de 2016, se estrena La Fábrica de Estrellas - Star Academy, un reality show de canto producido en asociación con Endemol y conducido por Anabel Angus y Angélica Mérida.
En 2018, el canal adquirió las licencias de transmisión para Bolivia para los partidos del Mundial de Rusia 2018.
El 2 de abril de 2018, el canal lanzó su propia señal en alta definición dentro del sistema de televisión digital terrestre boliviano en fase de prueba, hasta el 15 de abril, cuando comenzó oficialmente transmisiones con el nombre de Unitel HD.
En junio de 2018, la Red Unitel transmite en vivo 32 partidos del Mundial Rusia 2018 por señal abierta, convirtiéndose en el primer canal de televisión en transmitir un mundial de fútbol en calidad HD para el territorio de boliviano.
A partir del 16 de julio de 2018, la Red Unitel estrena Despéiname la vida la primera telenovela ficción producida en Bolivia. Esta teleserie se emite en horario estelar teniendo a Grisel Quiroga, Ronico Cuellar y Susy Diab como protagonistas principales.
En el contexto de la pandemia de enfermedad por Coronavirus, el canal no cesó la emisión de Calle 7. El canal se vio obligado a suspender las emisiones del show el 3 de abril de 2020.
El 11 de julio de 2022, empieza la transmisión de MasterChef Bolivia, bajo la franquicia de cocina Master Chef. 

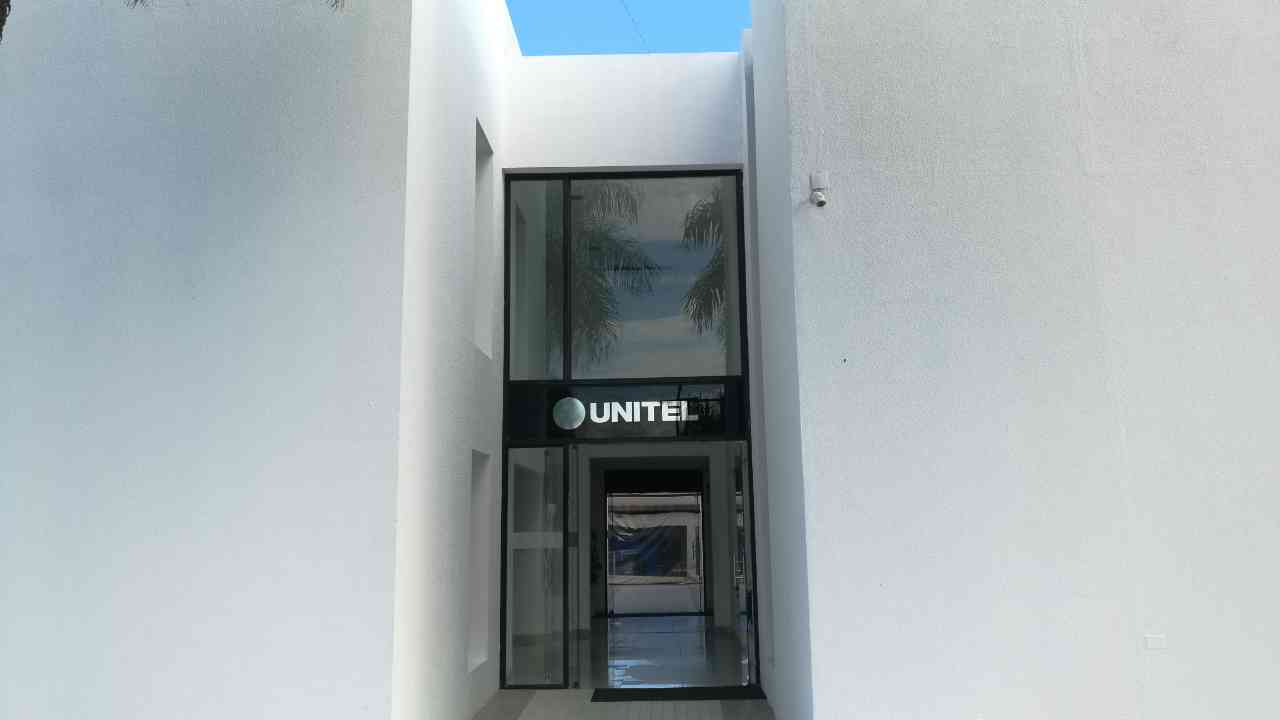
Oficina Central de Unitel en Santa Cruz de la Sierra.

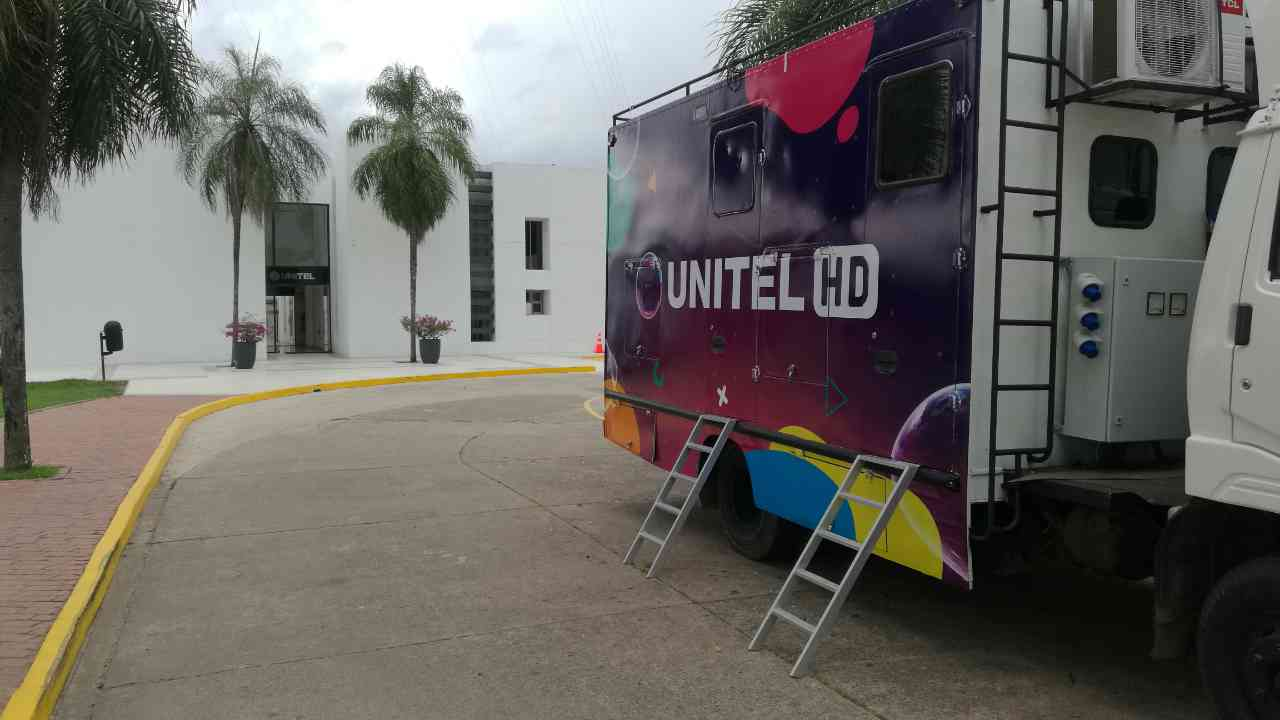
Unidad Movil con el logo de Unitel.

### Programación anterior

#### Original
- Chicostatión
- A Todo Deporte
- Decibeles
- El abogado del diablo
- Cine Aventura

## Logotipos

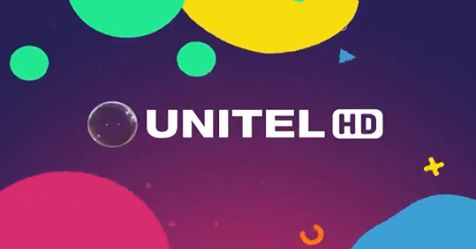
Logotipo del canal HD usado desde 2018.

## Locutores
- Waldo Montenegro (2009-Presente)[11]
- Juan Carlos Diaz (desde 2014, narrador y locutor del noticiero Telepaís)

## Controversias

### Caso Unitel (Asesinato de un guardia en Cochabamba)

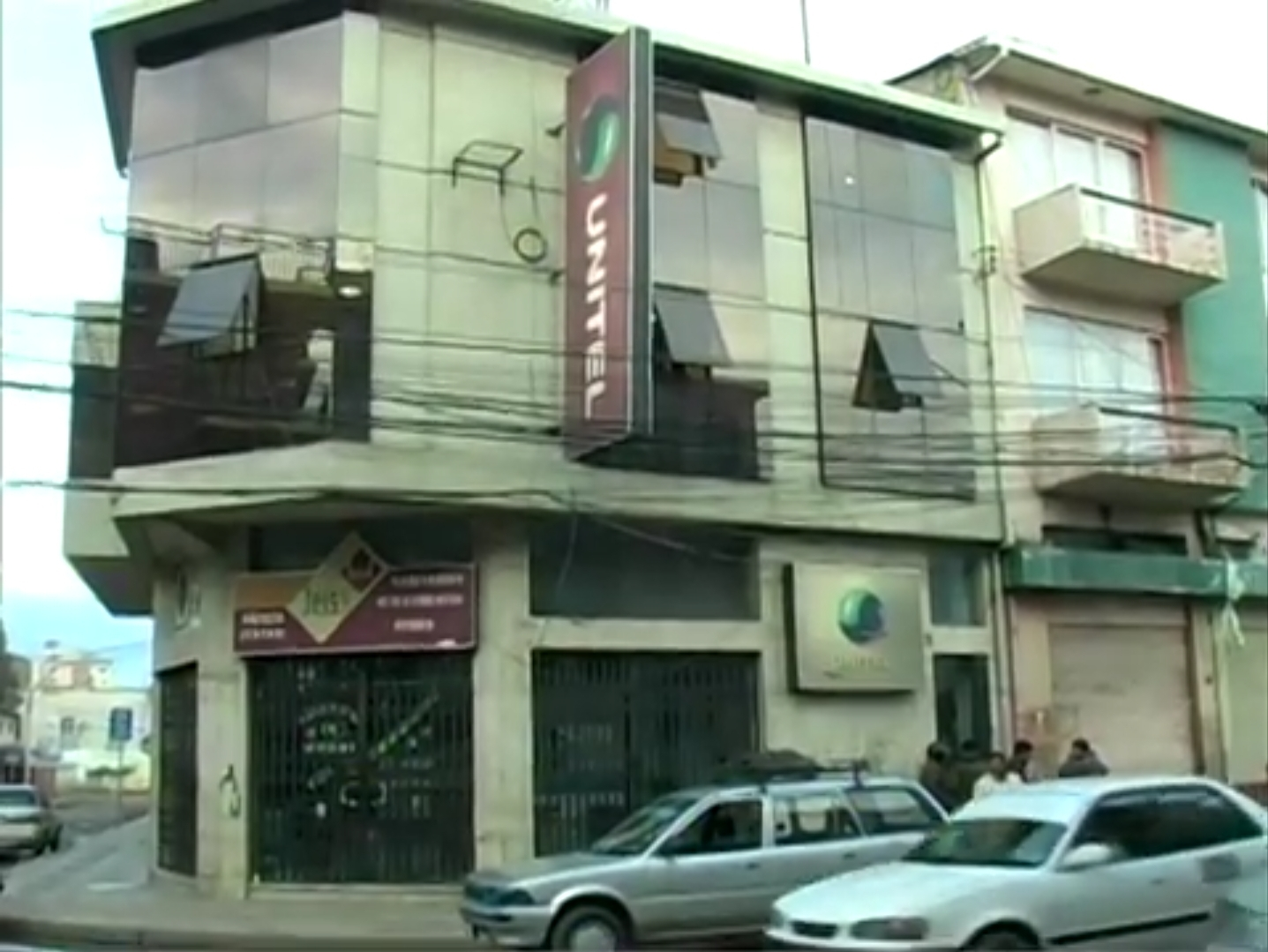
Ex-estudios de Unitel Cochabamba

El 15 de enero de 2014, Se registró un atraco en ese entonces en los estudios (ahora ex-estudios) de Unitel ubicado en la Calle 25 de Mayo y Calle Brasil, donde la FELCC registró un asesinato de un guardia de seguridad, esta madrugada.
Los datos preliminares de la Policía establecieron que el guardia falleció tras sufrir heridas graves en el cuello aproximadamente e las 02:00 a.m.
El mismo informe señala que los antisociales robaron dos computadoras portátiles y un CPU que contenía imágenes de la cámara de seguridad y una cámara filmadora.

### Escándalo de publicidad gubernamental
La ministra de comunicación, Isabel Fernández Suárez reveló que los medios de comunicación de Bolivia se beneficiaron del gasto destinado a publicidad, de un total de 1.718 millones de bolivianos entre 2011 y 2019, de las cuales Unitel apenas recibió 3,7 millones de bolivianos y en 2019 19,8 millones de bolivianos (casi 3 millones de dólares) siendo la que menos recibió, en comparación con  medios beneficiados como Canal 7, ATB, PAT, Red Uno, Bolivision, Abya Yala TV, RTP, Cadena A y Gigavisión, entre otros.